# Halowe Mistrzostwa Europy w Lekkoatletyce 1977 – skok w dal mężczyzn
Skok w dal mężczyzn – jedna z konkurencji technicznych rozgrywanych podczas halowych lekkoatletycznych mistrzostw Europy w hali Velódromo de Anoeta w San Sebastián. Rozegrano od razu finał 13 marca 1977. Zwyciężył reprezentant Republiki Federalnej Niemiec Hans Baumgartner, który był już halowym mistrzem Europy w tej konkurencji w 1971 i 1973. Tytułu zdobytego na poprzednich mistrzostwach nie bronił Jacques Rousseau z Francji.

## Rezultaty
Rozegrano od razu finał, w którym wzięło udział 14 skoczków.

Opracowano na podstawie materiału źródłowego.
| Poz. | Zawodnik                | Reprezentacja | Próby | Próby | Próby | Próby | Próby | Próby | Wynik |
| Poz. | Zawodnik                | Reprezentacja | 1     | 2     | 3     | 4     | 5     | 6     | Wynik |
| ---- | ----------------------- | ------------- | ----- | ----- | ----- | ----- | ----- | ----- | ----- |
| 01 ! | Hans Baumgartner        | RFN           | 7,82  | 7,59  | x     | 7,96  | x     | x     | 7,96  |
| 02 ! | Lutz Franke             | NRD           | 7,62  | 7,83  | 7,89  | 7,87  | 7,88  | 7,59  | 7,89  |
| 03 ! | László Szalma           | Węgry         | 7,52  | 7,78  | 7,63  | 7,71  | 7,62  | 7,22  | 7,78  |
| 4.   | Stanisław Jaskułka      | Polska        | 7,43  | x     | 7,65  | x     | 7,60  | 7,68  | 7,68  |
| 5.   | Frank Wartenberg        | NRD           | x     | 7,68  | x     | x     | 7,43  | x     | 7,68  |
| 6.   | Carlo Arrighi           | Włochy        | 7,54  | 7,38  | 7,61  | x     | x     | x     | 7,61  |
| 7.   | Åke Fransson            | Szwecja       | 7,53  | 7,50  | 7,61  | 7,39  | x     | 7,42  | 7,61  |
| 8.   | Gilbert Zante           | Francja       | 7,60  | 7,47  | 7,58  | 7,59  | x     | 7,19  | 7,60  |
| 9.   | Rafael Blanquer         | Hiszpania     | 7,59  | x     | x     |       |       |       | 7,59  |
| 10.  | Rolf Bernhard           | Szwajcaria    | 7,45  | 7,29  | 7,18  |       |       |       | 7,45  |
| 11.  | Aleksiej Pieriewierziew | ZSRR          | 7,06  | 7,43  | 7,19  |       |       |       | 7,43  |
| 12.  | Panajotis Hadzistatis   | Grecja        | 7,41  | x     | 7,25  |       |       |       | 7,41  |
| 13.  | Helmut Klöck            | RFN           | x     | 7,23  | 7,36  |       |       |       | 7,36  |
| 14.  | Ronald Desruelles       | Belgia        | 7,36  | x     | 7,12  |       |       |       | 7,36  |